# 切线

切線（英語：tangent line），為一幾何名詞，應用於曲線及平面圓時意義有所不同。
设L为一条曲线，A, B为此曲线上的点，过此二点作曲线的割线，令B趋向A，如果割线的極限存在，则称此极限（一条直线）为曲线在A的切线，稱這條直線與曲线相切。

## 曲线切线和法线的定义
几何上，切线指的是一条刚好触碰到曲线上某一点的直线。更准确地说，当切线经过曲线上的某点（即切点）时，切线的方向与曲线上该点的方向是相同的，此时，“切线在切点附近的部分”最接近“曲线在切点附近的部分”（无限逼近思想）。tangent在拉丁语中就是“to touch”的意思。类似的概念也可以推广到平面相切等概念中。
P和Q是曲线C上邻近的两点，P是定点，当Q点沿着曲线C无限地接近P点时，割线PQ的极限位置PT叫做曲线C在点P的切线，P点叫做切点；经过切点P并且垂直于切线PT的直线PN叫做曲线C在点P的法线（无限逼近的思想）。
注意：平面几何中，将和圆只有一个公共交点的直线叫做圆的切线．这种定义不适用于一般的曲线；PT是曲线C在点P的切线，但它和曲线C还有另外一个交点；相反，直线l尽管和曲线C只有一个交点，但它却不是曲线C的切线。

## 圆的切线
与一个圆只有一个交点的直线，叫此圆的切线。
性質：
- 圓心與切點的連線必垂直過此切點的切線。
- 若一直線過圓上一點且垂直於過此點的半徑，則此直線為該圓的切線。
- 弦切角與交錯弓形內角相等。

## 解析几何
- 以解析几何的方法来分析，在切点处，两条平面曲线有相同的导数。

## 相切推广到密切
- 以解析几何的计算导数的方法，可以推广出在圆上的一段弧或者曲线上的一部分与其他几何形状的相切。由此也可以看出，三角形和多边形与它们的外接圆并不是相切的关系。
- 在切点处，若两条曲线不仅是一阶导数相同，推广到k阶导数也相同，则两条曲线在这一点密切。当k=2时，若可做出一个圆与此曲线的有相同的导数，这样的圆即为曲线的密切圆，这个圆的半径即为曲线在此处的曲线半径，参看曲率的计算方法。

## 参看
- 两个圆的关系
- 三角形的内切圆
- 三角形的旁切圆